# Planinovo
Planinovo (în bulgară Планиново) este un sat în Obștina Topolovgrad, Regiunea Haskovo, Bulgaria.

## Demografie
Componența etnică a satului Planinovo
     Bulgari (81,57%)
     Romi (15,78%)
     Nicio identificare (2,63%)
     Altele (0%)
La recensământul din 2011, populația satului Planinovo era de 38 locuitori. Din punct de vedere etnic, majoritatea locuitorilor (81,57%) erau bulgari, cu o minoritate de romi (15,78%). Pentru 2,63% din locuitori nu este cunoscută apartenența etnică.